# Punia Halama
Punia Halama, właśc. Alicja Halama (ur. 16 lipca 1912 w Lublinie, zm. 13 lipca 1998 w Londynie) – polska tancerka i aktorka rewiowa.

## Życiorys
Była córką tancerki Marty Cegielskiej i muzyka Stanisława Halamy, siostrą Lody Halamy i Zizi Halamy.
Do lat 30. XX wieku występowała wraz z trzema siostrami i matką w zespole tanecznym Siostry Halama. Występowała głównie w warszawskich teatrach rewiowych.
Poślubiła podpułkownika kawalerii Jerzego Bardzińskiego (1893-1933), z którym miała syna. Po śmierci pierwszego męża poślubiła Czesława Konarskiego.
Ostatnie lata swojego życia spędziła w Londynie. 
Została pochowana w grobie rodzinnym na cmentarzu Powązkowskim w Warszawie (kwatera 257a /1/13)

## Występy rewiowe (wybór)
- Szopka nad szopkami, 1927 (teatr "Perskie Oko")
- Warszawa – Paryż, 1928 (teatr "Karuzela") reż. Pawłowski
- Confetti, 1928 (teatr "Morskie Oko")
- Wielka rewia karnawałowa, 1928 (teatr "Morskie Oko")
- Dla ciebie Warszawo, 1935
- Tańce, hulanki, swawole, 1933 (teatr "Wielka Rewia")
- Sezonie, otwórz się, 1939 (teatr "Ali Baba")
- Orzeł czy reszka, 1939 (teatr "Ali Baba")
- Kto kogo, 1939 (teatr "Tip-Top") reż. Warnecki

## Filmografia
- 1927: Uśmiech losu jako tancerka
- 1930: Dusze w niewoli jako Zosia Lachowicz
- 1936: Dodek na froncie jako Zosia Majewska